# Kaireddine Ben Telili
Kaireddine Ben Telili (arab. خير الدين بن تليلي ;ur. 12 lipca 1998) – tunezyjski zapaśnik walczący przeważnie w stylu wolnym. Brązowy medalista igrzysk afrykańskich w 2019. Mistrz Afryki w 2025, drugi w 2017 i brązowy w 2019. Trzeci na igrzyskach frankofońskich w 2023, a także na wojskowych MŚ w 2023 i 2025. Wicemistrz śródziemnomorski w 2018. Złoty medalista mistrzostw arabskich w 2023 i 2024; drugi w 2018 roku.